# Nigma longipes
Nigma longipes là một loài nhện trong họ Dictynidae.
Loài này thuộc chi Nigma. Nigma longipes được Lucien Berland miêu tả năm 1914.